# Мазовка
Мазовка — река в России, протекает в Тамбовском районе Тамбовской области. Левый приток Цны.

## География
Длина реки составляет 18 км, площадь бассейна — 99,4 км². Река берёт начало неподалёку от деревни Верхняя Мазовка. Течёт в восточном направлении по открытой местности. Впадает в старицу Цны у села Черняное (в 281 км от устья Цны).

## Данные водного реестра
По данным государственного водного реестра России относится к Окскому бассейновому округу, водохозяйственный участок реки — Цна от города Тамбов и до устья, речной подбассейн реки — Мокша. Речной бассейн реки — Ока.
Код объекта в государственном водном реестре — 09010200312110000028969.